# Gustave Charles Ferdinand de Bonstetten
Pour les articles homonymes, voir Bonstetten (homonymie).

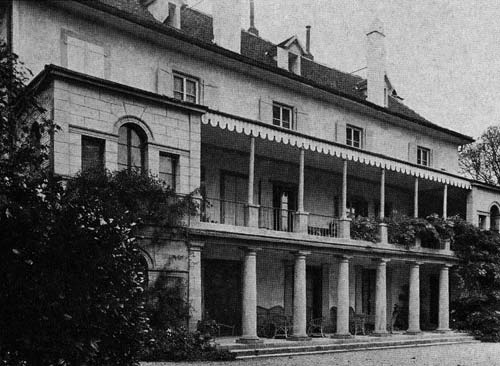
Le château des Bonstetten à Valeyres-sous-Rances, en 1925.

Le baron Gustave Charles Ferdinand de Bonstetten, né à Berne le 27 février 1816 et mort à Hyères le 9 mars 1892 est un archéologue suisse et chambellan de l'Empereur Ferdinand Ier d'Autriche. Il épouse le 11 mai 1844 Mathilde Germaine de Rougemont de Löwenberg, née le 23 septembre 1823 et morte à Hyères le 5 mai 1903.
Il a mis au jour en 1846 à Orbe, la mosaïque romaine dite du Triton. Il se livre aussi, à Hyères dans le Var à quelques activités d'acclimatation dans sa maison de villégiature varoise.

## L'archéologue bernois

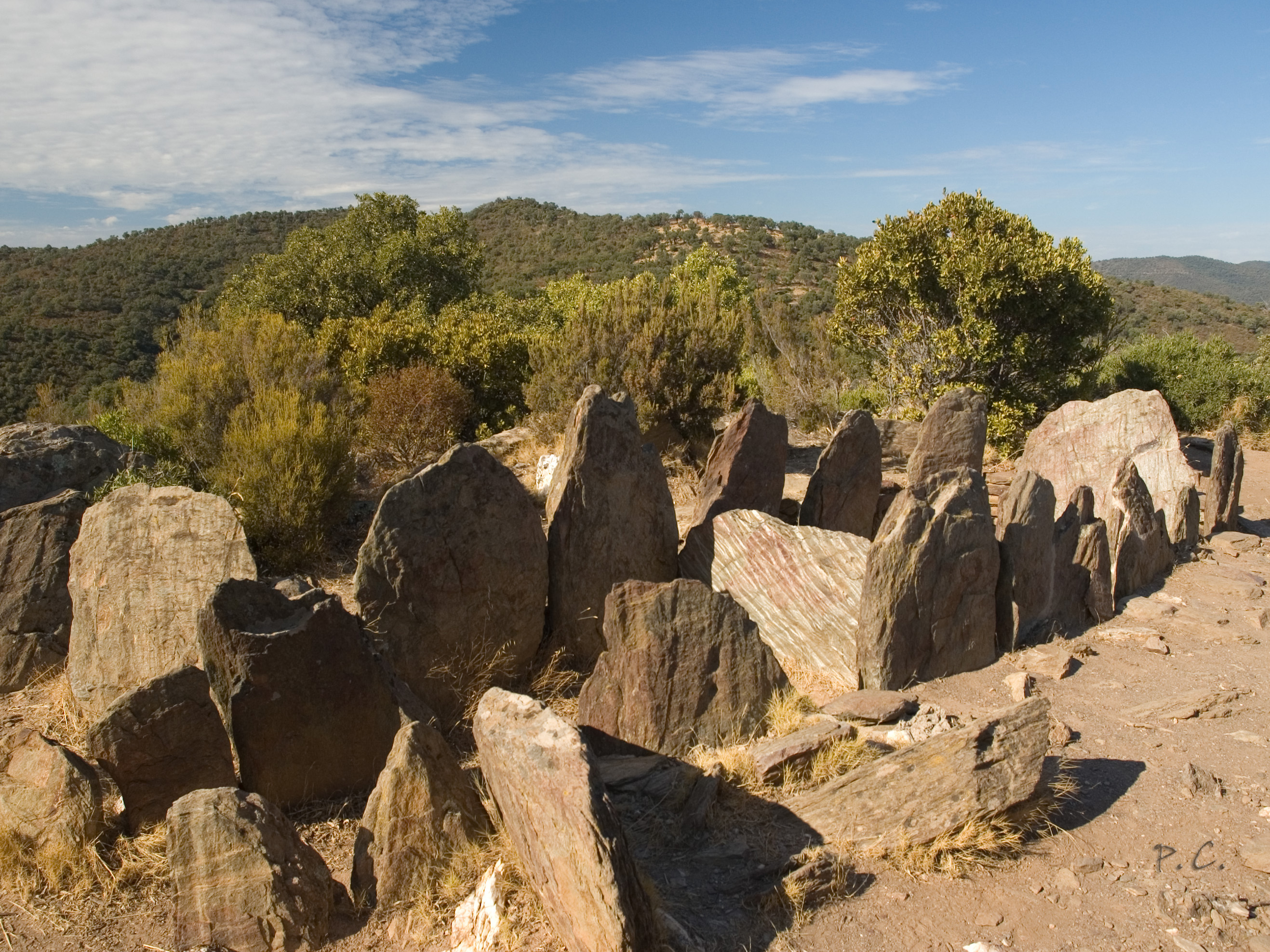
Dolmen du Gaoutabry, Var, France.

Le baron Gustave de Bonstetten fait de nombreux voyages d'études en Allemagne, en Italie ou en Autriche. En Suisse, il vit successivement à Berne, Thoune, et Valeyres-sous-Rances ou il se consacre à l'étude de la préhistoire. Collectionneur d'antiquités, il devient archéologue et conduit de nombreuses fouilles en Suisse romande dans plusieurs cantons suisses : Berne, Fribourg, Argovie et Vaud notamment. Il est à l'origine de la découverte de mosaïques romaines près d'Orbe avec son collaborateur, l'archéologue bernois Albert Jahn. Cette superbe mosaïque fait l'objet de déprédations dès 1846, année de sa découverte. D'après une lithographie de 1845, ce pavement se trouvait pourtant en excellent état lors de sa découverte cette même année. L'année suivante, il est entièrement détruit (sauf quelques médaillons). Le baron de Bonstetten met aussi à jour des chars de guerre antiques ainsi que des armes préhistoriques à Tiefenau.
Le musée de l'Antiquarium à Berne (musée historique de Berne) est doté de la collection d'objets préhistoriques lui ayant appartenu.
Il entreprend aussi d'importantes campagnes de fouilles dans le Var, en France et découvre près de Hyères, ou il possède une propriété, le Dolmen de Gaoutabry, en 1876. Il identifie ce monument funéraire comme étant trois petits dolmens accolés. Il est l'auteur de plusieurs publications dont le Recueil d'antiquités suisses (1855, 1860 et 1867), son œuvre majeure ainsi que L'Essai sur les dolmens (Genève, 1865). Il conçoit aussi de nombreuses cartes archéologiques pour les cantons de Berne, Fribourg et Vaud ainsi que pour le département du Var, en France.

## L'acclimateur hyérois
Comme plusieurs acclimateurs hyérois, le maire d'Hyères Alphonse Denis, Gustave Bonnet, le baron de Prailly, Charles Huber, Albert Geoffroy Saint-Hilaire ou Jacques Nicolas Ernest Germain de Saint-Pierre, le baron Gustave de Bonstetten crée à Hyères ou il réside fréquemment, un jardin d'acclimatation réputé et réunit de nombreux végétaux de Nouvelle Hollande et du Cap de Bonne-Espérance. Il se livre à des activités d'acclimatations de plantes exotiques proposées par les catalogues d'horticulteurs et botanistes de la Côte d'Azur. Plusieurs palmiers sont ainsi plantés dans son parc situé à l'Est de la ville, notamment des Brahea dulcis.
En 1871, le rosiériste lyonnais Jean Liabaud, en visite dans la région hyéroise au Plantier de Costebelle où il a rencontré la baronne de Prailly, donne le nom de 'Baron de Bonstetten' à l'un de ses rosiers hybrides remontants qu'il vient de créer, en souvenir de cet « ami des plantes ».